# Metazygia curari
Metazygia curari är en spindelart som beskrevs av Levi 1995. Metazygia curari ingår i släktet Metazygia och familjen hjulspindlar. Inga underarter finns listade i Catalogue of Life.